# Smartex Tambala
Smartex Godfrey Tambala (ur. 30 lipca 1965) – malawijski lekkoatleta specjalizujący się w biegu długodystansowym.
Brał udział w maratonie, gdzie zajął 63. miejsce na Letnich Igrzyskach Olimpijskich 1992.